# Покаринін Ігор Вікторович
Покаринін Ігор Вікторович (нар. 30 квітня 1981, Одеса) — український футболіст, півзахисник. Відомий завдяки своїм виступам за хмельницьке «Поділля» та латвійський «Вентспілс». Чемпіон Латвії з футболу.

## Клубна кар'єра
Народився 30 квітня 1981 року у місті Одеса. У дорослому футболі дебютував 4 вересня 1998 року виступами за команду клубу «Динамо» (Одеса), в якій провів першу половину сезону, взявши участь у 12 матчах чемпіонату. Своєю грою за цю команду привернув увагу представників тренерського штабу команди СК «Одеса», до складу якої приєднався взимку 1999 року. Влітку того ж року СК «Одеса» об'єднався з «Чорноморцем» і став «Чорноморцем-2». Усього за СК «Одеса» та «Чорноморець-2» Покаринін відіграв 2 сезони, зігравши у 35 матчах. 2002 року перейшов до складу футбольного клубу «Миколаїв», за який відіграв 33 матчі, забивши 1 гол.
Найрезультативнішим етапом його кар'єри був перехід до хмельницького «Поділля», за який він провів 2 сезони і відзначився 14-ма забитими м'ячами. Своєю грою за цю команду привернув увагу представників тренерського штабу латвійського «Вентспілса», до складу якого приєднався 2004 року. Перший гол у складі нової команди забив 28 серпня 2006 року у матчі 20 туру у ворота команди «Діжванаґі». Вийшовши у стартовому складі, гравець відіграв обидва тайми і на 83-й хвилині забив дебютний гол у латвійській першості. У складі цієї команди здобув титул Чемпіона Латвії.
Свою футбольну кар'єру завершив 2008 року у складі чернігівської «Десни».

## Досягнення
- Чемпіон Латвії (1):

«Вентспілс»: 2006